# Lusingania
Lusingania is een geslacht van kevers uit de familie bladkevers (Chrysomelidae).
De wetenschappelijke naam van het geslacht werd in 1919 gepubliceerd door Laboissiere.

## Soorten
- Lusingania flava Laboissiere, 1929
- Lusingania granulipennis Laboissiere, 1939
- Lusingania nigrocincta (Laboissiere, 1919)